# Bahnhof Waltrop
Der Bahnhof Waltrop ist ein ehemaliger Bahnhof in Waltrop in Nordrhein-Westfalen. Er lag an der Bahnstrecke Oberhausen-Osterfeld–Hamm zwischen den Stationen Datteln und Lünen-Süd.

## Geschichte
Der Bahnhof Waltrop wurde 1905 von den Königlich Preußischen Staatseisenbahnen zusammen mit der Hamm-Osterfelder Bahn, die von Osterfeld, heute Ortsteil von Oberhausen, nach Hamm (Westfalen) führt, eröffnet und der Personenverkehr am 1. Mai 1905 aufgenommen. Gleichzeitig wurde auch das Empfangsgebäude in Betrieb genommen. Es bestand aus einem mittleren giebelständigen und einstöckigen Fachwerkbau mit Satteldach, der am Ostgiebel einen Anbau für einen Güterschuppen, auch aus Fachwerk, besaß und einem westlichen, ebenfalls giebelständigen und einstöckigen Gebäudeteil. 1938 gehörte der Bahnhof der Rangklasse III an. 1967 wurde ein Relaisstellwerk der Bauform Sp Dr L30 im Bahnhof in Betrieb genommen.
Im Mai 1983 stellte die Deutsche Bundesbahn den Personenverkehr auf der Hamm-Osterfelder Bahn ein, sie dient seitdem fahrplanmäßig nur noch dem Güterverkehr.
Nachdem vorher schon alle Weichen entfernt worden waren, wurde am 17. März 2007 das Stellwerk außer Betrieb genommen und durch Selbstblocksignale ersetzt. Das Empfangsgebäude ging in Privatbesitz über und wurde nach der Stilllegung des Bahnhofs mehrmals saniert und dabei verändert. Das Gebäude beheimatet mittlerweile eine Gaststätte. Geblieben ist lediglich eine Bushaltestelle, die von der Buslinie 285 der Vestischen Straßenbahnen bedient wird. Nach dem Bahnhof ist außerdem die örtliche Bahnhofstraße benannt.

## Mögliche Reaktivierung
In der Waltroper Kommunalpolitik sowie unter den Bürgern Waltrops wurden seit der Stilllegung des Bahnhofs des Öfteren Stimmen laut, die eine Reaktivierung des Bahnhofs forderten. In seinem Wahlkampf im Vorfeld der Landtagswahl in Nordrhein-Westfalen 2022 versprach der nordrhein-westfälische Landesverband von Bündnis 90/Die Grünen eine Wiederbelebung der Bahnstrecke Hamm–Osterfeld, falls die Partei an der neuen Landesregierung beteiligt sein sollte.
Im Jahr 2023 war die Reaktivierung der Strecke für den Personenverkehr jedoch weder im „SPNV-Zielnetz 2040“ des VRR noch im „NRW-Zielnetz“ für 2032 und 2040 enthalten.